# Hixtape, Vol. 2
Hixtape, Vol. 2 ist das zweite Mixtape des US-amerikanischen Country-Sängers Hardy. Das Mixtape erschien am 10. Dezember 2021 über Big Loud.

## Entstehung
Am 13. September 2019 veröffentlichte Michael Wilson Hardy sein erstes Mixtape Hixtape, Vol. 1. Bereits sechs Monate nach der Veröffentlichung begann Hardy mit der Arbeit an einem zweiten Teil. Sein Manager Seth England schlug ihm damals vor, dass Hardy jedes Jahr ein Hixtape veröffentlichen könnte. Für das Mixtape wurden insgesamt 14 Lieder geschrieben, die mit 33 verschiedenen Gastsängern eingespielt wurden. Alle Lieder wurden von Joey Moi produziert. Michael Wilson Hardy ist dabei nur auf sechs Liedern als Sänger zu hören und war mehr ein A&R für das Mixtape. Ab September 2021 wurden die 14 Lieder im Abstand von jeweils einer Woche veröffentlicht, bevor das gesamte Hixtape am 10. Dezember 2021 erschien.
Das Lied To Hank ist den Countrymusikern Hank Williams und Hank Williams, Jr. gewidmet. In dem Text wurden einige Songtitel der genannten Musiker eingebaut.

## Titelliste
| Nr. | Titel                     | Sänger                                   | Länge |
| --- | ------------------------- | ---------------------------------------- | ----- |
| 1   | Hometown Boys             | Hardy, Matt Snell, Dierks Bentley        | 3:45  |
| 2   | WD-40 4WD                 | Sean Stemaly, Jimmie Allen, Justin Moore | 3:17  |
| 3   | In Love with My Problems  | Larry Fleet, Jon Pardi                   | 3:03  |
| 4   | To Hank                   | Hardy, Brantley Gilbert, Colt Ford       | 3:17  |
| 5   | Small Town on It          | Chris Lane, Scotty McCreery              | 2:56  |
| 6   | Break Your Own Damn Heart | Midland, Marty Stuart                    | 3:27  |
| 7   | Drink Up                  | Hardy, Lee Brice, Randy Houser           | 3:05  |
| 8   | Jonesin’                  | Ronnie Dunn, Jake Owen, Jake Worthington | 2:59  |
| 9   | Red Dirt Clouds           | David Lee Murphy, Ben Burgess, Ernest    | 3:17  |
| 10  | Beer with My Buddies      | Hardy, Josh Thompson, Travis Denning     | 3:09  |
| 11  | One of Y’all              | Rhett Akins, The Caddilac Three          | 3:06  |
| 12  | I Smoke Weed              | Ashland Craft, Brothers Osborne          | 4:20  |
| 13  | Beer Song                 | Lainey Wilson, Chase Rice, Granger Smith | 3:32  |
| 14  | Goin’ Nowhere             | Hardy, Morgan Wallen, Chris Shiflett     | 3:09  |

## Rezeption
Andy Thorley vom Onlinemagazin Maximum Volume Music schrieb, dass man mit diesem Mixtape in eine Welt eintauchen kann, in der man „nicht mehr als Brathähnchen und Grillen braucht“. Das Mixtape bietet „einfach verdammt viel Spaß“, wofür Thorley neun von zehn Punkten vergab. Erica Zisman vom Onlinemagazin Country Swag beschrieb das Mixtape als „einzigartiges Meisterwerk“.